# Gare de Versailles-Château-Rive-Gauche
Gare de Versailles-Château-Rive-Gauche vasútállomás és RER állomás Franciaországban, Versailles településen.

## Vasútvonalak
Az állomást az alábbi vasútvonalak érintik:
- Invalides-Versailles-Rive-Gauche-vasútvonal

## Kapcsolódó állomások
A vasútállomáshoz az alábbi állomások vannak a legközelebb:
- Gare de Porchefontaine (Gare de Massy - Palaiseau, Gare de Saint-Martin-d'Étampes, Gare de Dourdan - La Forêt, RER C)

## Képgaléria

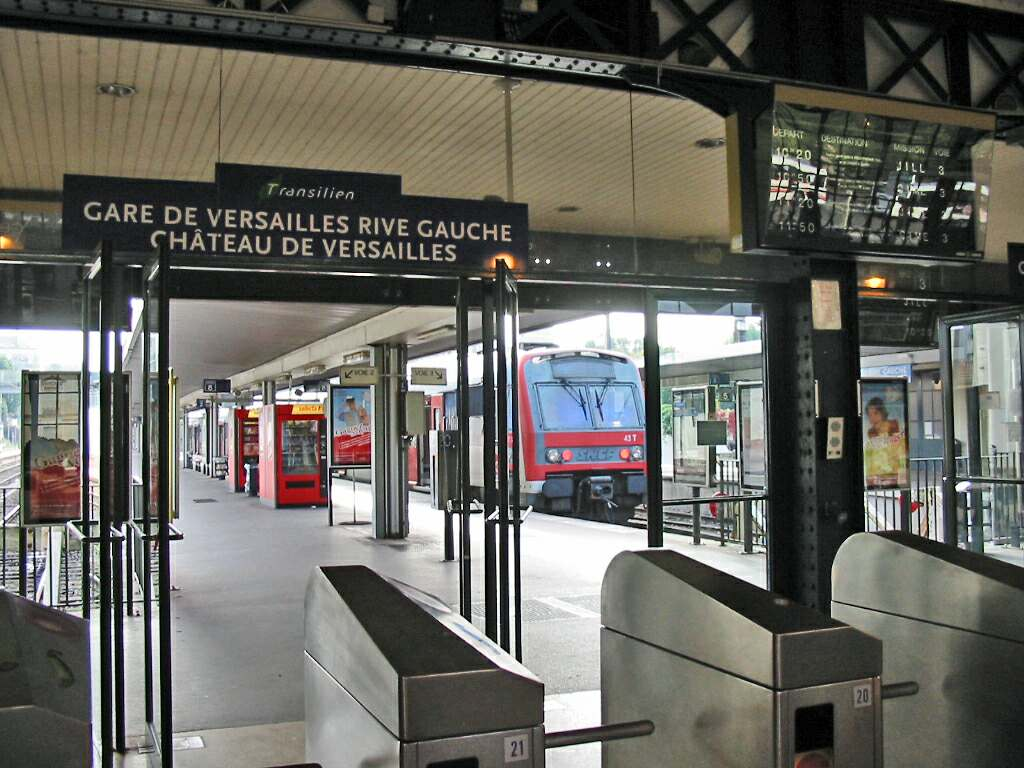
A vágányok
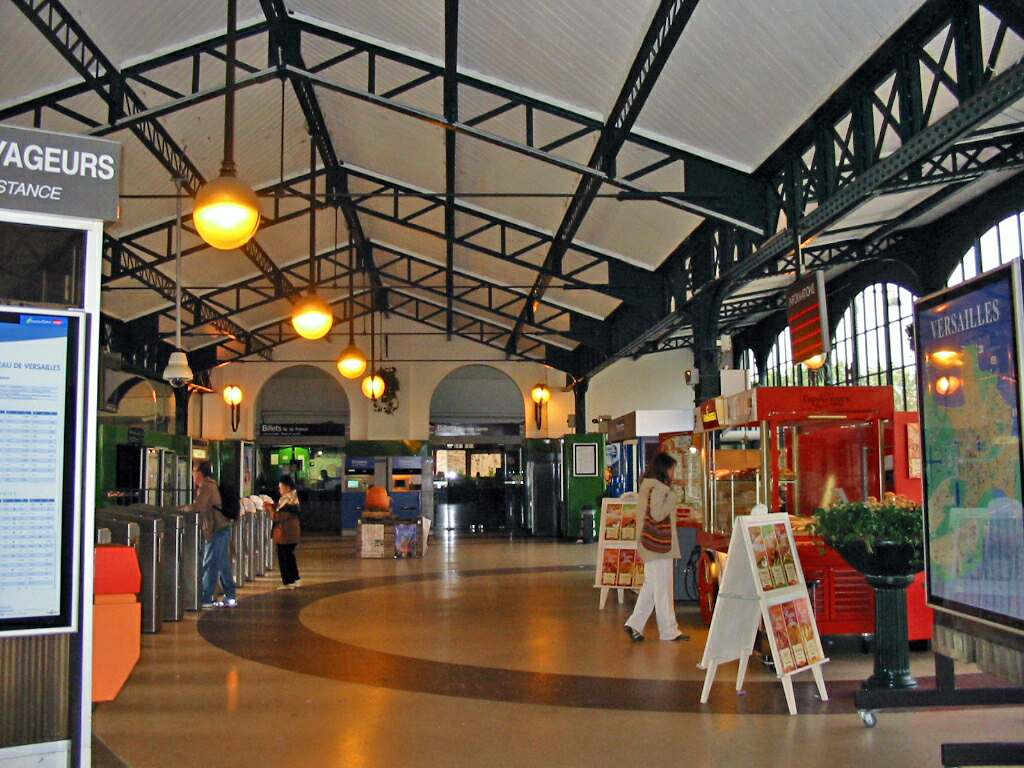
A váróterem
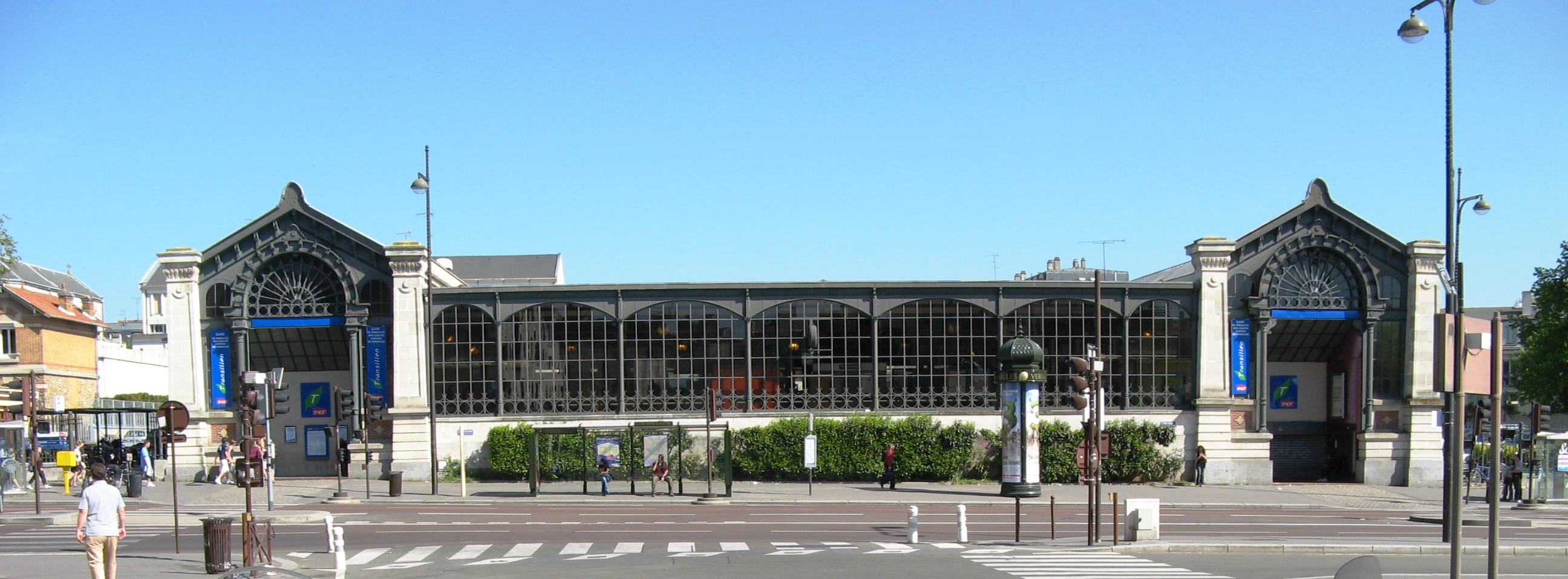
Az állomás homlokzata

## Lásd még
- Franciaország vasútállomásainak listája
- A RER állomásainak listája